# 簒奪
簒奪（さんだつ、英: usurper）とは、本来君主の地位の継承資格が無い者が、君主の地位を奪取すること。あるいは継承資格の優先順位の低い者が、より高い者から君主の地位を奪取する事。ないしそれを批判的に表現した語。本来その地位につくべきでない人物が武力や政治的圧力で君主の地位を譲ることを強要するという意味合いが含まれる。

## 語源
語源はラテン語の単語で「使う」や「奪う」を意味する「Usurpare」から来ており、それが変わって「Usurper」という英名が簒奪を意味する単語となった。

## 政治との関係
ギリシャ人は簒奪について独自の概念を持っているとされ、簒奪者を「暴君」と呼称し古代ギリシャでは「不法もしくは違憲的に権力を掌握した王位継承者ではない人物」というものが簒奪者の定義とされていた。このような者はソクラテスやアリストテレスやプラトン等の政治哲学者から否定的に捉えられていた。